# 聊城大学
聊城大学（りゅうじょうだいがく、英語：Liaocheng University）は、1974年に設立された山東省聊城市に位置する総合大学。山東省人民政府の指導に隷属している。学部が23と教学部が3を擁し、経済・管理・法律・文科・理科・工科・農学など70の本科専攻科目と45の修士専攻科目がある。現在の在校生が26,149人。

## 概要
聊城大学は、敷地面積が200万あまり平方メートルで徒駭河と人工水路に二つの校区に分けられている。キャンパスは濃縮した湖光山色であり東湖と南湖がその中に嵌め込んでいます。新しく架けられた虹橋は東校区と西校区を結んで美しい景色にさらに花を添えています。大学には図書館が2つあり、数百万冊の書籍を収蔵している。一流の総合グランドは学生も利用できます。光ファイバーやインターネットサービスも完備しており遠隔教育なども実施している。実験室、天象館、動物の標本館、鉱山の標本館などがある。

## 学部
- 化学化工学院
- 鲁西化工工程学院
- 外国語学院 (大学外語教育学院)
- 物理科学与信息工程学院
- 数学科学学院
- 文学院政治・公共管理学院
- 歴史文化・旅行学院
- 体育学院
- 生命科学学院
- 地理・環境学院
- 美術・設計学院
- 音楽・舞蹈学院
- 教育科学学院（教師教育学院）
- コンピューター学院(浪潮情報技術学院)
- マスメディア技術学院（現代映画産業学院）
- 農学・農業工程学院
- 材料科学・工程学院
- 機械・汽車工程学院
- 商学院(質量学院、鲁商学院)
- 建筑工程学院
- 法学院（知的財産権学院）
- 薬学院
- 医学院
- マルクス主義学院
- 創造創業学院
- 季羡林学院
- 国際教育交流学院
- 予科生教育学院
- 継続教育学院
- 東昌学院（独立学院）

## 対外関係
聊城大学は積極的に国際交流を推進して留学生教育に力を入れている。大学の国際化と世界での影響力は日々高まり、今までアメリカ、ロシア、カナダ、オーストラリア、日本、韓国など40か国の大学と友好関係を提携してきた。毎年当大学へ訪問したり講義したり科学研究の協力をしたりする学者は百人に登る。聊城大学は世界各国の留学生へ中国文化や中国社会を学ぶ優良な環境を提供している。国際教育交流学院は留学生の教学および管理を専門とする機構です。国際教育交流学院は優秀かつ経験豊富な教師陣を擁し教学や生活に関するあらゆる設備が整っており留学生が効率よく快適な留学生活が送れるようになっている。